# Ikegobo
Les autels du culte de la Main ou Ikegobo qui signifie en Edo « autels de la Main », sont un type de sculpture cylindrique de l'Empire du Bénin. Utilisés comme marqueur culturel des réalisations individuelles, les Ikegobo sont dédiés à la main, de laquelle les Béninois considéraient que la volonté de richesse et de réussite provient. Ces objets commémoratifs sont en bois ou en laiton avec des figures sculptées en relief sur leurs côtés.
L'Ikegobo, comme les autels ancestraux du Bénin (en), sont des exemples spectaculaires de l'art décoratif béninois.

## Culte de la main au Nigeria
Le culte de la Main repose sur la croyance selon laquelle la main ou le bras droit d'un homme incarne sa capacité d'accomplissement. Le culte se concentre sur l'habileté d'un homme avec des outils, son efficacité économique et sa capacité à gagner des compétitions physiques. La Main le protégera également, lui et sa maisonnée, des attaques d'esprits malveillants ou d'ennemis humains.
Dans la culture béninoise, la main est vénérée principalement par ceux qui ont déjà obtenu un succès ou une richesse exceptionnels.
Les Obas du Bénin adorent la main depuis l'époque d'Oba Ewuare. Les guerres d'expansion qu'Ewuare mène et gagne lui ont non seulement donné l'impulsion nécessaire pour devenir un adepte de la main, mais elles l'ont peut-être également exposé à d'autres régions du sud du Nigeria où le culte de la main est pratiqué.

## Conception et matériaux
Les autels en bois à la main appartiennent aux chefs béninois. L'Oba, la reine mère, et certains autres chefs privilégiés ont le droit de posséder des ikegobo en laiton coulé.
La forme cylindrique fait référence à un type de tabouret rond sans pattes couramment utilisé par les Edo dans le passé. L'autel est placé sur un pied d'autel, une plate-forme semi-circulaire dont le bord droit se prolonge des deux côtés, qui est sculpté sur son dessus et ses côtés de figures et autres motifs en relief. Un rayon de bois au sommet de l'autel supporte une défense en ivoire.
Des autels sont placés dans la deuxième salle publique de la maison des chefs traditionnels, au sommet d'une estrade en terre polie et blanchie.